# Силвареш (Фундан)
Силвареш (порт. Silvares) — район (фрегезия) в Португалии, входит в округ Каштелу-Бранку. Является составной частью муниципалитета Фундан. По старому административному делению входил в провинцию Бейра-Байша. Входит в экономико-статистический субрегион Кова-да-Бейра, который входит в Центральный регион. Население составляет 1104 человека на 2001 год. Занимает площадь 20,245 км².
Покровителем района считается Святая Анна (порт. Santa Ana).